# Dicranota (Rhaphidolabis) akshobya
Dicranota (Rhaphidolabis) akshobya is een tweevleugelige uit de familie Pediciidae. De soort komt voor in het Oriëntaals gebied.